# 北科林斯
北科林斯（英語：North Collins）是位于美国纽约州伊利县的一个镇，地处伊利县南部。2010年美国人口普查时，该镇有3523人。1852年从科林斯镇北部分出，最初名为雪莉（Shirley），1853年改为现名。